# Biblioteca Conmemorativa Howard Gardner Nichols
La Biblioteca Conmemorativa Howard Gardner Nichols (también llamada Biblioteca de la Ciudad de Alabama) es un edificio histórico ubicado en Gadsden, Alabama, Estados Unidos.

## Historia
La biblioteca fue construida en 1902 por la familia Nichols, propietaria de Dwight Manufacturing Company. Recibe su nombre en honor a su hijo, que resultó gravemente herido mientras supervisaba la construcción del molino de la empresa en lo que entonces era la Ciudad de Alabama. Murió varios días después.
La biblioteca es la sede de la NEAGS, la Sociedad Genealógica del Nordeste de Alabama, que alberga más de 5000 archivos familiares, así como libros familiares y muchas referencias sobre los condados del nordeste de Alabama. También se encuentran referencias a la Guerra de Secesión y a la Guerra de Independencia de los Estados Unidos, así como libros sobre genealogía e historia de los estados cercanos a Alabama. El edificio albergó la primera biblioteca de préstamo del estado de Alabama. En otro tiempo fue una guardería para los hijos de los trabajadores del molino. También fue la oficina de un abogado. Ahora la biblioteca es propiedad exclusiva de la NEAGS, dedicada a la investigación genealógica.

## Descripción
El edificio es similar en escala a las casas de los trabajadores del molino que lo rodean, pero su ubicación en una esquina y la combinación de estilo neoclásico y diseño victoriano lo convierten en un punto central del vecindario. Tiene un techo a cuatro aguas muy inclinado con aleros profundos entre paréntesis. La fachada está anclada por un pórtico semicircular sostenido por seis columnas jónicas, flanqueado por ventanas con fajas superiores en arco ojival. Fue comprado y restaurado en 1973 por la Sociedad Genealógica del Noreste de Alabama. El edificio fue incluido en el Registro Nacional de Lugares Históricos en 1974.